# باتلاق کرانجی
باتلاق کرانجی (به لاتین: Kranji Marshes) یک ذخیره‌گاه طبیعی در سنگاپور است که در 11 Neo Tiew Lane 2, Singapore 7188۱۴ واقع شده‌است.